# 가끔씩 툭하고 러시아어로 부끄러워하는 옆자리의 아랴 양
《가끔씩 툭하고 러시아어로 부끄러워하는 옆자리의 아랴 양》(일본어: 時々ボソッとロシア語でデレる隣のアーリャさん 도키도키 보솟토 로시아고데 데레루 도나리노 아랴 산[*])은 SUN SUN SUN이 지은 일본의 라이트 노벨이다. 일러스트는 모모코가 담당했다. 소설 투고 사이트 "소설가가 되자"에서 단편 소설로서 2020년 5월부터 게재되어 카도카와 스니커 문고(KADOKAWA)에서 2021년 2월부터 간행되고 있다. 약칭은 로시데레(ロシデレ). 대한민국에서의 약칭은 러시부끄.
2권의 발매에 맞추어 히로인 아랴가 라이트 노벨 사상 최초의 버츄얼 유튜버로서 데뷔하는 것이 발표되었다.
미디어 믹스로서 《매거진 포켓》(코단샤)에서 테나마치 사호에 의한 코미컬라이즈가 2022년 10월 29일부터 연재되고 있다.

## 줄거리
사립 세이레이 학원에 다니는 아리사는 걸으면 누구나 돌아보는 정도의 미모를 가진 은발의 혼혈 여고생. 아리사의 옆 자리에 앉아있는 주인공 쿠제 마사치카는 학교에서 자고 있을 뿐의 동기 없는 학생이며, 그녀에게서 항상 잔소리를 들었다.
그런 아리사가 왠지 가끔 마사치카에게 러시아어로 부끄러워하는 것이다.
그러나 아리사는 마사치카는 러시아어를 네이티브 레벨에서 들을 수 있다는 것을 모르고, 아리사의 의도에 반하여 부끄러움에 숨겨진 언동이 그대로 마사치카에게 전해져 가는 것이었다.

## 등장인물

### 주요 인물
쿠제 마사치카(久世政近)
성우 - 아마사키 코헤이, 카자마 마유코(어린 시절)
본작의 주인공. 아리사가 중학교 3학년 때 전입한 이후 옆자리 남자. 1학년 B반. 4월 9일생. 부모는 이혼했고, 그 후에는 외교관인 아버지 쿄타로와 살고 있다. 구성은 외가인 스오우(周防)로, C반 스오우 유키는 친여동생이다.
친할아버지 토모히사에게 유년기에 러시아 영화를 보여준 것, 게다가 초등학교 때 공원에서 자신의 첫사랑이 되는 러시아 소녀를 만나 그녀와 더 이야기를 하기 위해 공부한 것으로 러시아어를 알 수 있지만 유키를 제외한 모두에게는 비밀로 하고 있다. 애니메이션 오타쿠로 심야까지 깨어 있고, 항상 학교에서 자고 있다. 후에 토우야의 권유와 유키의 억지, 아리사와의 일건으로 학생회 서무가 되었다. 중등부 시절에는 학생회 부회장을 맡고 있었다. 상당한 시스콘.
토모히사 왈, 겉모습은 아버지 쿄타로의 젊은 시절을 꼭 닮았지만, 속은 어머니 유미를 꼭 닮았다고 한다. 하지만 눈은 부모님 어느 쪽도 닮지 않았다.
문화제에서 토론회 이름으로 유쇼와 피아노 대결을 벌여 '연습곡 Op. 10, 3번'을 반주했다. 마사치카는 어린 시절 이래의 반주였지만, 몸이 기억하고 있어 훌륭하게 승리했다.
아리사 미하일로브나 쿠죠(アリサ・ミハイロヴナ・九条, Алиса Михайловна Куджо)
성우 - 우에사카 스미레
본작의 히로인. 애칭은 아랴(Аля). 러시아인 아버지와 일본인 어머니를 둔 혼혈 여고생. 학생회에서는 회계를 맡았다. 1학년 B반. 유키와 같은 학년의 2대 미희로 '고고한 공주님'라고 불리고 있다. 중학교 3학년 때 세이레이 학원 편입시험에 합격해 편입 이래 학년 톱의 성적을 가지고 있다. 지기 싫어하고 항상 최고를 목표로 하고 있다. 부끄러운 말이나 마사치카에게 듣게 하고 싶지 않을 때, 헌팅당했을 때는 러시아어로 말한다. 그러나 마사치카이 러시아어를 안다는 것은 모르기 때문에 부끄러운 언행이 마사치카에게는 들통나고 있다.
스오우 유키(周防有希)
성우 - 마루오카 와카나
아가씨(구 화족의 구가)로 마사치카의 실제 여동생. 다만 주위에는 '소꿉친구'로 통하고 있다. 학생회에서는 홍보를 맡았다. 1학년 C반. 3월 12일생. 원래는 마사치카가 스오우가의 후계였지만, 마사치카가 구제가로 옮겨졌기 때문에 유키가 후계가 되었다.
아리사와 같은 학년의 2대 미희로 '온실 속의 공주님'이라고 불리고 있다. 중등부에서는 학생 회장을 맡았다. 숨은진 오타쿠로 숙녀를 유지하기 위해 스오우가에게 가져갈 수 없는 애니메이션 상품은 쿠제가에 놓여 있다. 신장과 스타일 이외는 어머니와 매우 비슷하다. 또, 브라콘으로, 마사치카에게 잘 응석을 부린다. 유치원에서 지금까지 마사치카와 같은 반이 된 적이 없다. 부모가 이혼할 때 어머니에게 끌려갔다.
중등부에서는 제68대 학생 회장을 맡았다.
토모히사 왈, 외형은 어머니 유미의 어린 시절과 똑같지만, 내용은 아버지 쿄타로와 똑같다고 한다. 또한 마사치카와 마찬가지로 눈은 부모의 어느 쪽도 닮지 않았다.
어린 시절에 무거운 소아 천식에 걸려 있어 극도의 운동이나 먼지가 붙기 쉬운 봉제인형을 가질 수 없었다. 청결 유지를 위해 방도 병실처럼 되어 있었다.

### 학생회 멤버
켄자키 토우야(剣崎統也)
성우 - 이시카와 카이토
학생회 회장. 카리스마 학생회장이라고도 불리며, 고사양 미녀 4명을 이끌고 있다. 같은 학생회의 부회장인 치사키와 교제하고 있어 치사키에게 걸맞은 남자가 되기 위해 스스로 갈고 닦지만, 좀처럼 되지 않는다.
사라시나 치사키(更科茅咲)
성우 - 카와세 마키
학생회 부회장. 검도부 대장. 같은 학생회의 회장인 토우야와 교제하고 있다. 마리야와 같은 학년의 2대 미녀로 '학교의 정모'라고 불리고 있다. 반 친구 중에 마샤가 있다.
마리야 미하일로브나 쿠죠(マリヤ・ミハイロヴナ・九条, Алиса Михайловна Куджо)
성우 - 후지이 유키요
애칭은 마샤(Маша). 마사치카의 하나 위 선배로 아리사의 언니이기도 하다. 학생회에서는 서기를 맡았다. '사군'이라는 연인이 있다. 치사키와 함께 학년의 2대 미녀로 '학교의 성모'라고 불린다. 공황이 되면 러시아어가 나온다.
마사치카와의 만남은, 공원에서 일본인 아이와 놀고 있을 때, 일본어로 전하려고 하지만 이해하지 못하고, 울고 있는 것을 마사치카가 알고 있는 러시아어로 대화했던 것. 자기소개 때 마사치카의 발음이 나빴는지 잘 전해지지 않아 '마사-치카'(マサ―チカ)라고 불리게 되었다. 거기에서 사이가 좋아져 마사치카가 게임 센터에서 획득한 봉제인형을 건네준다.
키미시마 아야노(君嶋綾乃)
성우 - 아이자와 사야
학생회 서무. 1학년 C반. 유키를 섬기는 종자이며, 한때는 마사치카의 종자이기도 했다. 주인에게 절대적인 경애와 절대적인 충성을 바친다. 도M이지만 본인은 유키에게 들은 '초도급 메이드'라고 생각하고 있다.

### 쿠제가
쿠제 토모히사(久世知久)
성우 - 츠지 신파치
마사치카와 유키의 친할아버지. 러시아를 좋아하고, 유년기의 마사치카에게 러시아 문학과 영화를 보여주었다. 마사치카와의 3자 면담에서 처음 만난 아리사에게 자신의 손자가 되지 않을까 했다.
쿠제 아리에(久世麻恵)
마사치카와 유키)의 친할머니. 겉보기에는 60대 정도. 체육제에서 처음으로 아랴를 만났다. 아랴가 길을 안내했을 때, 「착한 아가씨네… 게다가 이렇게 예뻐서. 손자며느리가 갖고 싶을 정도'라고 말했다. 아리아는 마사치카이 올 때까지 할머니인 줄 모르고 연애 상담을 했다.
쿠제 쿄타로(久世恭太郎)
성우 - 노지마 히로후미
마사치카와 유키의 아버지로, 현재는 영국 대사관에서 근무하고 있다. 작중의 전년(마사치카가 중학교 3학년 때)은 외무성 본성 근무였다. 유미와 결혼하기 위해 외교관이 되어 사위감. 현재는 이혼해 옛 성인 쿠제를 사용하고 있다.

### 스오우가
스오우 겐세이(周防巌清)
성우 - 토치 히로키
스오가의 현 당주이자 마사치카와 유키의 할아버지. 전 주미 대사. 내광회 멤버.
스오우 유미(周防優美)
성우 - 이토 시즈카
겐세이의 딸로 마사치카와 유키의 어머니. 유키와는 별로 사이가 좋지 않다.

### 쿠죠가
쿠죠 아케미(九条暁海)
성우 - 이노우에 키쿠코
아리사와 마리야의 어머니. 검은 긴 머리. 얼굴은 마리야를 닮았다.
미하일 마카로비치 쿠죠(ミハイル・マカーロヴィチ・九条)
아리사와 마리야의 아버지. 키는 약 190~200cm 정도.

### 그 외의 등장인물

#### 1학년
마루야마 타케시(丸山毅)
성우 - 사카이 코다이
중등부에서 온 마사치카의 친구. 1학년 B반. 마사치카보다 약간 키가 작은 소년.
키요미야 히카루(清宮光瑠)
성우 - 이치카와 타이치
중등부에서 온 마사치카의 친구. 1학년 B반. 선이 가늘고 중성적인 미소년이며, 여학생으로부터 인기도 높지만, 본인은 여성에게 약한 의식을 가지고 있다.
타니야마 사야카(谷山沙也加)
성우 - 하세가와 이쿠미
1학년 F반. 타니야마 중공업의 사장의 딸. 현재는 풍기위원을 맡았다. 중등부 시절에는 유키와 학생회장 자리를 다투었다. 또 고등부 학생회장 선거 때는 아리사에게 토론회를 신청했다.
미야마에 노노아(宮前乃々亜)
성우 - 아오야마 요시노
사야카의 소꿉친구. 부모는 명품점을 운영하고 있으며 교내외 광고탑. 모델을 하고 있다. 할머니가 미국인으로 금발의 원사이드업을 하고 있다.
키류인 유쇼(桐生院雄翔)
키류인 그룹 회장의 아들. 스미레와는 사촌의 관계. 피아노부 부장. 어렸을 때부터 피아노를 하고 있어 마사치카가 나타날 때까지는 콩쿨 우승 후보였다.

#### 2학년
키류인 스미레(桐生院菫)
여자 검도부 부장, 풍기위원회 부위원장. 키류인 그룹 부회장의 딸. 유쇼와는 사촌동생의 관계. 여학생들로부터 인기가 있다.
카지 타이키(加地泰貴)
고등부 2학년.
중등부 제67대 학생 회장. 고등부에서는 풍기위원회 위원장.

#### 3학년
나라하시 에레나(名良橋依礼奈)
취주악부 부장. 2학년에서는 학생회 부회장, 학교 축제에서는 실행원회 부위원장을 맡았다. 밝은 성격으로 바가지를 많이 쓴다. 같은 취주악부의 멤버로부터 존경받고 있다.

## 제작 배경
'소설가가 되자'에 투고되고 있던 단편 《가끔씩 툭하고 러시아어로 부끄러워하는 옆자리의 아랴 양》이 카도카와 스니커 문고 편집부의 눈에 띄어 컨셉은 같지만 완전한 신작으로서 서적화되게 되었다. 서적화에 있어서 주인공과 히로인도 새로 만들게 되어, 완전한 다른 사람이 되었다.
당초의 구상에서는 장르는 '이세계 환생'이 될 예정이었지만, SUN SUN SUN 왈, "세계관 설명이나 무대 설정의 설명이 귀찮다"라든가, "상대에게 전해지지 않는다고 생각하고 있는 언어로 부끄러워 한다"라고 하는 컨셉은 보통의 외국어로도 할 수 있다는 이유로 구상 외가 되었다. 또한, 작중에서 사용하는 언어에 대해서는 "영어는 이해할 수 있는 사람이 있기 때문에 안된다. 모처럼 외국인의 피를 끈 히로인으로 한다면, 일본인과는 전혀 다른 용모의 미소녀로 하고 싶다", "러시아는 요정 같은 신비한 아름다움이 있는 이미지"라는 이유로 러시아어가 채용되었다.
마사치카와 아리아는 서로를 존경하는 관계성으로 통한다. 이렇게 한 이유에 대해 SUN SUN SUN은 "자신이 단지 일방적으로 도움을 받을 수 있는 히로인에게 매력을 느끼지 않았기 때문에, 그것은 피하고 싶어서 아리아를 고상하고 자립적인 여성으로 만들었다. 동시에, 상대에게 호의를 향한 것을 기대해 히로인을 돕는 것 같은 주인공도 싫었기 때문에, 주인공이 히로인을 돕는 동기는 연애 감정 이외의 무엇이었으면 좋겠다고 생각해, 그 결과 '아랴의 눈부심을 동경하는 마사치카'라고 하는 구도가 완성되었다."라고 말했다.

## 사회적 평가

### 상업적 평가
발매전부터 SNS에서 화제가 된 제1권은 발매로부터 약 1개월만에 4쇄가 되어, 신시리즈 1권째로서는 라이트 노벨사에 남는 대기록을 세웠다. 제1권은 '2020년도 종이책 라이트 노벨 신작 매상(KADOKAWA 조사)'에서는 제1위, '러브 코미디 신작 전자서적 초속 DL수(같은 조사)'에서는 역대 1위를 각각 획득했다. 2021년 6월에는 제1권이 발매 약 4개월이라는 이례적인 속도로 단권 10만 부를 돌파했다. 제2권의 초판은, 2003년에 발매된 《스즈미야 하루히의 한숨》(스즈미야 하루히 시리즈 제2작)과 같은 발행 부수로 간행되어 이것은 카도카와 스니커 문고에서는 18년만의 쾌거가 되었다. 2021년 12월에는 본작의 제1권이 '2021년에 발매된 KADOKAWA의 라이트 노벨 작품의 제1권' 중에서 1번 팔린(실판매수가 높음) 것이 발표되었다. 2022년 4월 시점에서 전자판을 포함한 시리즈 누계 부수는 50만 부를 돌파했다. 2022년 추정 매출은 294,454부를 기록했으며, 같은 해 라이트 노벨 연매출 순위에서는 5위를 차지했다. 2023년 4월 시점에서 전자판을 포함한 시리즈 누계 부수는 120만 부를 돌파했다.

### 수상
| 발표년 | 상                             | 부문                              | 대상                                                   | 결과     |
| ------ | ------------------------------ | --------------------------------- | ------------------------------------------------------ | -------- |
| 2021년 | 이 라이트 노벨이 대단해! 2022  | 종합 신작 부문                    | 가끔씩 툭하고 러시아어로 부끄러워하는 옆자리의 아랴 양 | 5위      |
| 2021년 | 이 라이트 노벨이 대단해! 2022  | 문고 부문                         | 가끔씩 툭하고 러시아어로 부끄러워하는 옆자리의 아랴 양 | 9위      |
| 2021년 | 다음에 올 라이트 노벨 대상2021 | 서점원이 선택한다! 나의 강추 부문 | 가끔씩 툭하고 러시아어로 부끄러워하는 옆자리의 아랴 양 | 최우수상 |
| 2022년 | 이 라이트 노벨이 대단해! 2023  | 문고 부문                         | 가끔씩 툭하고 러시아어로 부끄러워하는 옆자리의 아랴 양 | 5위      |
| 2023년 | 이 라이트 노벨이 대단해! 2024  | 문고 부문                         | 가끔씩 툭하고 러시아어로 부끄러워하는 옆자리의 아랴 양 | 3위      |

## 서지 정보
- SUN SUN SUN(저) / 모모코(일러스트), KADOKAWA 〈카도카와 스니커 문고〉
  - 《가끔씩 툭하고 러시아어로 부끄러워하는 옆자리의 아랴 양》 2021년 3월 1일 초판 발행(2월 27일 발매[7][26]), ISBN 978-4-04-111118-5
  - 《가끔씩 툭하고 러시아어로 부끄러워하는 옆자리의 아랴 양 2》 2021년 8월 1일 초판 발행(7월 30일 발매[27]), ISBN 978-4-04-111119-2
  - 《가끔씩 툭하고 러시아어로 부끄러워하는 옆자리의 아랴 양 3》 2021년 12월 1일 초판 발행(같은 날 발매[15][28]), ISBN 978-4-04-111955-6
  - 《가끔씩 툭하고 러시아어로 부끄러워하는 옆자리의 아랴 양 4》 2022년 4월 1일 초판 발행(같은 날 발매[29]), ISBN 978-4-04-111956-3
  - 《가끔씩 툭하고 러시아어로 부끄러워하는 옆자리의 아랴 양 4.5 Summer Stories》 2022년 8월 1일 초판 발행(7월 29일 발매[30]), ISBN 978-4-04-112780-3
  - 《가끔씩 툭하고 러시아어로 부끄러워하는 옆자리의 아랴 양 5》 2022년 12월 1일 초판 발행(같은 날 발매[31]), ISBN 978-4-04-112781-0
  - 《가끔씩 툭하고 러시아어로 부끄러워하는 옆자리의 아랴 양 6》 2023년 4월 1일 초판 발행(같은 날 발매[32]), ISBN 978-4-04-113544-0
  - 《가끔씩 툭하고 러시아어로 부끄러워하는 옆자리의 아랴 양 7》 2023년 9월 1일 초판 발행(같은 날 발매[33]), ISBN 978-4-04-114062-8
  - 《가끔씩 툭하고 러시아어로 부끄러워하는 옆자리의 아랴 양 8》 2024년 2월 1일 초판 발행(같은 날 발매[34]), ISBN 978-4-04-114592-0
  - 《가끔씩 툭하고 러시아어로 부끄러워하는 옆자리의 아랴 양 9》 2024년 9월 1일 초판 발행(8월 30일 발매[35]), ISBN 978-4-04-114831-0

## TV 애니메이션
2023년 3월 17일, TV 애니메이션화가 발표되었다.
2024년 7월부터 9월까지 TOKYO MX 등에서 방송되었다. 당초 2024년 4월에 방송 개시 예정이었지만, '여러분이 더욱 즐길 수 있는 작품을 목표로 하기 위해'라는 이유로 7월로 연기되었다.
Season 1의 최종회인 제12화 방송 후, Season 2의 제작 결정이 발표되었다.

### 스태프
- 원작 - SUN SUN SUN
- 원작 일러스트 - 모모코
- 감독·시리즈 구성 - 이토 료타
- 캐릭터 디자인 - 무로타 유헤이
- 프롭 디자인 - 나루세 아이, 나가타 쿄코
- 미술 감독 - 와카바야시 리사
- 미술 설정 - 이시하라 요시미츠, 마츠모토 히로키
- 색채 설계 - 이토 유카
- 촬영 감독 - 스기우라 세이이치
- 편집 - 키무라 카시코
- 음향 감독 - 타카데라 타케시
- 음악 - 츠츠미 히로아키
- 음악 제작 - KADOKAWA
- 프로듀서 - 아라이 코스케, 하세가와 슌스케, 카마타 하지메
- 제작 프로듀서 - 코바야시 료
- 애니메이션 제작 - 동화공방
- 제작 - Alya-san Partners(KADOKAWA, 세가, 동화공방)

### 주제가
오프닝·엔딩 모두 아랴(우에사카 스미레)에 의한 악곡이 사용된다.
오프닝 테마 〈가장 빛나는 별〉(1番輝く星)
작사·작곡·편곡 - 시라토 유스케
엔딩 테마
매화 다른 커버 곡이 사용되고 있다.
| 화수       | 곡명                                  | 작사            | 작곡            | 편곡                        | 원곡                                  |
| ---------- | ------------------------------------- | --------------- | --------------- | --------------------------- | ------------------------------------- |
| 제1화[39]  | 학원천국(일본어판)                    | 아쿠 유         | 이노우에 타다오 | 와키 마사토미               | 핑거5                                 |
| 제2화[40]  | 귀여워서 미안해                       | shito           | shito           | 야마모토 쿄헤이             | HoneyWorks feat.츄땅〈하야미 사오리〉 |
| 제3화[41]  | 오모이데가 잇파이                     | 아키 요코       | 스즈키 키사부로 | 이토 카즈마 야마모토 쿄헤이 | H2O                                   |
| 제4화[42]  | 하레하레 유카이                       | 하타 아키       | 타시로 토모카즈 | 야토키 츠카사               | 히라노 아야, 치하라 미노리, 고토 유코 |
| 제5화[43]  | 작은 사랑의 노래                      | 우에즈 키요사쿠 | MONGOL800       | 야마모토 쿄헤이             | MONGOL800                             |
| 제6화[44]  | 비밀의 언어                           | 요시다 타카노부 | 즈 카라텔       | 야토키 츠카사               | 카후×즈 카라텔                        |
| 제6화[44]  | 노래 - 아랴(CV: 우에사카 스미레)×카후 |                 |                 |                             |                                       |
| 제7화[45]  | 러브 스토리는 갑자기(일본어판)        | 오다 카즈마사   | 오다 카즈마사   | 야마모토 쿄헤이             | 오다 카즈마사                         |
| 제8화[46]  | CHE.R.RY                              | YUI             | YUI             | 이토 카즈마                 | YUI                                   |
| 제9화[47]  | 월드 이즈 마인                        | ryo             | ryo             | 와키 마사토미               | supercell feat.하츠네 미쿠            |
| 제10화[48] | 사랑의 노래                           | 하마다 아키코   | 나카시마 유미   | Arte Refact                 | GO!GO!7188                            |
| 제11화[49] | 변덕스러운 로맨틱                     | 미즈노 요시키   | 미즈노 요시키   | 야마모토 쿄헤이             | 이키모노가카리                        |
| 제12화[50] | 하나모요이                            | 오오쿠마 아츠키 | 오오쿠마 아츠키 | 오오쿠마 아츠키             | 오리지널 곡                           |

### 에피소드 목록
| 화수   | 제목                                                         | 각본        | 그림 콘티                           | 연출                                        | 작화 감독 | 총작화 감독                                                               | 방송일         |
| ------ | ------------------------------------------------------------ | ----------- | ----------------------------------- | ------------------------------------------- | --- | ------------------------------------------------------------------------- | -------------- |
| 제1화  | ロシア語でデレるアーリャさん 러시아어로 부끄러워하는 아랴 양 | 이토 료타   | 이토 료타                           | 이토 료타                                   | 아츠미 토모야 오사메 타케시 야마노 마사아키 | 무로타 유헤이                                                             | 2024년 7월 3일 |
| 제2화  | 幼馴染とは? 소꿉친구란?                                      | 이토 료타   | 이토 료타                           | 우치노미야 코키                             | 하야카와 아사미 사코 유리카 나루세 아이 시부야 켄타로 시마다 사이토 스구루                                                                            | 아츠미 토모야                                                             | 7월 10일       |
| 제3화  | そして二人は出会った 그리고 두 사람은 만났다                 | 이토 료타   | 니시무라 다이스케                   | 니시무라 다이스케                           | 이나데 하루카 이노우에 나츠미 시마다 요코야마 호노카 야마노 마사아키 무로가 아야카 이타쿠라 켄                                                        | 키쿠치 아이                                                               | 7월 17일       |
| 제4화  | 溢れ出す想い 넘쳐나는 마음                                   | 이토 료타   | 하라구치 히로시                     | 하라구치 히로시                             | 포우 김혜수 야마모토 레오 스즈키 미사 쿠보 마리코 나카모토 나오 야마노 마사아키 타테구치 노리타카                                                     | 아츠미 토모야                                                             | 7월 24일       |
| 제5화  | それぞれの決意 저마다의 결의                                 | 치바 미스즈 | 김성민                              | 김성민                                      | 사코 유리카 시부야 켄타로 이타쿠라 켄 히라츠카 토모야                                                                                                 | 쿠마가이 카츠히로                                                         | 7월 31일       |
| 제6화  | いわゆるひとつの間接キス 이른바 하나의 간접 키스             | 야마다 유카 | 요시카와 히로아키                   | 오오사코 미츠히로                           | 스즈키 아야노 김혜수 카토 나츠미 포우 스즈키 미사 야마노 마사아키 이타쿠라 켄 소가 아츠시 타테구치 노리타카                                           | 쿠마가이 카츠히로 사코 유리카 오사메 타케시 이타쿠라 켄                   | 8월 7일        |
| 제7화  | 嵐、来たる 폭풍우 몰아치다                                   | 치바 미스즈 | 요시카와 히로아키                   | 후지이 타카후미                             | 분야마 오사시미마루 요피 사바 신이리 | 마지로 카츠마타 마사토 오사시미마루                                       | 8월 14일       |
| 제8화  | 学生議会 학생의회                                            | 치바 미스즈 | 이토 료타                           | 니시무라 다이스케 후지타 쇼헤이             | 쿠마가이 카츠히로 스즈키 리사 이타쿠라 켄 이소모토 마사히로 시부야 켄타로 김혜수 사이토 스구루 마지로 카츠마타 마사토 오사시미마루 분야마 사바 신이리 | 무로타 유헤이 아츠미 토모야                                               | 8월 21일       |
| 제9화  | ラブコメのち催眠術 러브 코미디 후 최면술                     | 치바 미스즈 | 스즈키 모에 이토 료타               | 츠카하라 유키코 이케다 아야 후쿠모토 신이치 | 나루세 란 코케츠 마스미 오사메 타케시 이소모토 마사히로 타카하시 히사유키 시부야 켄타로 시마다 오사시미마루 사바 신이리                               | 사코 유리카 오사메 타케시 이타쿠라 켄 마지로 카츠마타 마사토 오사시미마루 | 8월 28일       |
| 제10화 | 遅ればせながら、誕生会 늦게나마 생일 파티                    | 야마다 유카 | 김성민                              | 김성민                                      | 김혜수 스즈키 미사 사이토 스구루 나카조노 진 포우 | 쿠마가이 카츠히로 이타쿠라 켄                                             | 9월 4일        |
| 제11화 | 予期せぬ前哨戦 예기치 못한 전초전                            | 치바 미스즈 | 요시카와 히로아키 오오사코 미츠히로 | 오오사코 미츠히로                           | 미야나가 아즈사 히구치 준이치 스즈키 미사 사이토 스구루 이소모토 마사히로                                                                             | 아츠미 토모야 쿠마가이 카츠히로 사코 유리카                               | 9월 11일       |
| 제12화 | 前を向いて 앞을 봐                                           | 이토 료타   | 이토 료타                           | 이토 료타                                   | 포우 오사메 타케시 나카조노 진 쿠보 마리코 나카오 카즈사 마지로 카츠마타 마사토 오사시미마루 분야마 사바 신이리 텐빈 유비                             | 무로타 유헤이 아츠미 토모야 사코 유리카 쿠마가이 카츠히로                 | 9월 18일       |